# Byrrhus pustulatus
Byrrhus pustulatus is een keversoort uit de familie pilkevers (Byrrhidae). De wetenschappelijke naam van de soort is voor het eerst geldig gepubliceerd in 1771 door Forster.